# Platyptilia nussi
Platyptilia nussi là một loài bướm đêm thuộc họ Pterophoroidea. Loài này có ở Luzon.
Sải cánh dài ca. 19 mm. Con trưởng thành bay vào tháng 11.

## Etymology
The species is được đặt tên theo Dr M. Nuss, one of the collectors of the specimen và investigator of microlepidoptera.